# Хенинг Копел
Хенинг Копел (Henning Koppel, Копенхаген, 8. мај 1918 – Копенхаген, 27. јун 1981) био је дански скулптор и дизајнер. Сребро, као симбол чистоте, чисте светлости која се прима и враћа, чисте свести, искрености и исправности, био је главни материјал у коме је Копел обликовао употребне предмете од сребра, и са њима освајао бројне порестижне медаље за дизајн.

## Живот и каријера
Рођен је у Копенхагену, у породици Копел од оца Валдемара, уредника и мајке Елисе Јоргенсен која се 1941. године преудала за Jytte Skouboe Petersen-а. У Копенхагену је у периоду од 1935. до 1936. учио цртање у познатој данској уметничкој школи „Бижие Хоyер”. Потом је студирао вајарство прво, на Краљевској данској академији лепих уметности а затим 1938. године, а наставио на Академији Рансон у Паризу. Боравећи у Паризу прихватио је у то време популаран авангардни стил.
Други светски рат провео је у Шведској (1943-1945), где је вежбао рад на дизајнирању накита. У Стокхолму је 1944. године учествовао на групној изложби уметника у егзилу.
После рата вратио се у Данску и од тада деценијама сарађује са фирмом „Јенсен”, све до његове смрти.
Постао је један од најистакнутијих иноватора уметности у сребру у другој половини 1900.тих година, дизајнирајући приборе за јело и накит.

## Дело
Своје вајарско умеће примењивао је не само у изради скулптура већ и у другим областима уметности и на другим материјалима, као што су порцелан и стакло, али је његова највећа љубав била је и остала – сребро. 
Радећи са сребром оне је стварао бројне скулптурне корпусне радове, чиме је обновио традицију данског сребра. За разлику од функционалиста, Копел је преузео форму и дозволио функцији да буде њој подређена. Карактеристика његовог ствралаштва је једноставан облик и елегантне линије употребних предмета. Једна од таквих његова креација – кутлача од сребра, чува се у чувеном Музеју „Јенсен” у Копенхагену. Архитекта Радмила Милосављевић, стваралаштво уметника овако описује:
Копел је углавном радио уникате или мале серије, али је ипак сматран дизајнером предмета од сребра. Његови предмети имају изванредно лепо обликоване  органске форме, што значи да је уметник одбацио, тада популарне апстрактне тенденције авангардних уметника. Радио је изванредно лепе посуде за вино, пладњеве за рибу, прибор за јело, његови предмети на раскошно постављеном столу за обедовање били су прави празник за очи. Када кажем „раскошно”, не мислим то у буквалном или пејоративном смислу. Напротив, форме предмета које је обликовао овај маестро сребра биле су све само не претенциозне. Биле су сведене, отмене, уздржано елегантне. Остављале су материјалу – у овом случају сребру, да његова лепота дође до пуног изражаја.
Скице за своја дизајнерска дела, претходно је претежно радио пером и мастилом, док је одливке изводио у глини. Копел је такође дизајнирао сребрне послужавнике и челични прибор за јело, порцеланске чаше за Bing & Gröndahl samt Royal Copenhagen, електричне сатове и лампе за фирму Louis Poulsen & Co, обојене свеће за фирму Torben Ørskov & Co.. и предмете од стакла за фирму Holmegaard Glasværk.
- Посуда од сребра
- Посуда за млеко
- Посуде од сребра

## Признања
Награђиван је златним медаљама за дизајн на Миланском тријеналу 1951, 1954 и 1957. године.